# Oszkár Csuvik
Oszkár Csuvik   (Budapest, 28 de març de 1925 - Sydney, 13 d'octubre de 2008) va ser un waterpolista hongarès que va competir durant la dècada de 1940.
El 1948 va prendre part en els Jocs Olímpics de Londres, on va guanyar la medalla de plata en la competició de waterpolo.
En acabar els Jocs va desertar i es va quedar a Londres. Després de dos anys vivint a Anglaterra va emigrar a Austràlia, on va adoptar una nova identitat. Entrenà la selecció australiana de waterpolo pels Jocs de 1952 i en els de 1956 va fer de comentarista radiofònic.